# شبق النظر

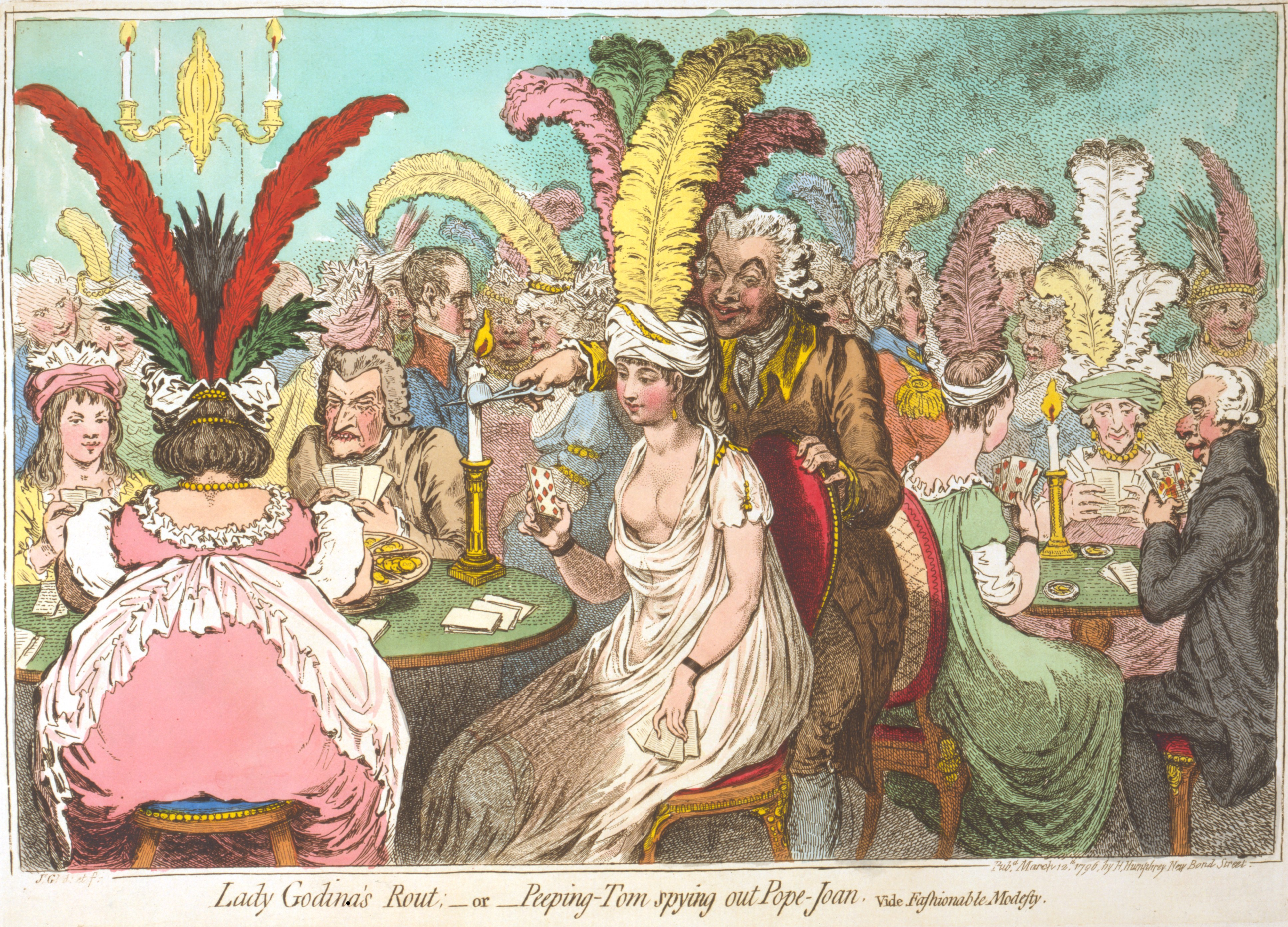

شبق النظر (باللاتينية: Scopophilia, Scoptophilia) هو اشتقاق اللذة من النظر. وهو سلوك جنسي يشير إلى المتعة المستمدة من النظر إلى الكائنات المثيرة مثل: الصور المثيرة أو المواد الإباحية والأجساد العارية وغيرها.

## قراءة إضافية
- جون بيرغر, Ways of Seeing (1972)
- لورا مولفي, Visual and Other Pleasures (1989)

## وصلات خارجية
- Alain de Mijolla, 'Scoptophilia/Scopophilia'
- 'Scopophilia...'